# Ready or Not (R.I.O.-Lied)
Ready or Not ist ein Lied des deutschen Dance-Projekts R.I.O. Die Veröffentlichung als 17. Single des Projekts als Download und als Single erfolgte am 10. Mai 2013. Als Verstärkung holten sie den US-amerikanischen Sänger und Rapper U-Jean ins Studio. Der Titel ist nach Living in Stereo die zweite Single-Auskopplung des gleichnamigen Studioalbums Ready or Not. Radio Premiere hatte das Lied am 1. Juni 2013 um 20:31 auf N-Joy.

## Musikvideo
Das offizielle Musikvideo zu Ready or Not wurde zusammen mit U-Jean gedreht. Bereits am 19. April 2013 veröffentlichten sie auf ihrem Facebook-Profil erste Bilder vom Dreh. Das Musikvideo wurde erstmals am 10. Mai 2013 von Kontor Records auf ihren offiziellen MyVideo-Account hochgeladen. Im Video ist das ganze Musikvideo U-Jean zusammen mit mehreren hübschen Frauen in verschiedenen Szenen zu sehen. Das Intro singt er in einem Wagen, der an einer Meeresküste gefahren wird. In weiteren Parts sieht man ihn am Pool, auf einem Felsen und auf einer Jacht. Zum Ende des Videos geht er gemeinsam mit den Frauen in eine Discothek.

## Mitwirkende
Ready or Not wurde von Manuel Reuter, Yann Pfeiffer und Andres Ballinas geschrieben und komponiert. Der Song wurde von Yanou und Manian produziert und über ihr eigenes Label Zooland Records und das Dance-Label Kontor Records veröffentlicht. Das Stück wurde vom US-amerikanischen Sänger und Rapper U-Jean gesungen und enthält Synthesizerelemente, die von Manian und Yanou stammen.

## Versionen und Remixe
| #  | Version / Remix         | Länge |
| -- | ----------------------- | ----- |
| 1. | Video Edit              | 3:27  |
| 2. | Extended Mix            | 4:41  |
| 3. | Klaas Remix             | 5:20  |
| 4. | Steve Modana Remix      | 4:30  |
| 5. | Ryan T. & Rick M. Remix | 5:00  |

## Charts und Chartplatzierungen
Bereits eine Woche nach der Veröffentlichung stieg der Song in die deutschen und österreichischen Single-Charts ein. In Deutschland erreichte Ready or Not Platz 54. In Österreich konnte die Single auf Platz 40 einsteigen. In der Schweiz konnte sich das Lied auf Nummer 64 platzieren. In Deutschland stieg das Lied vorerst nach einer Woche aus, erreichte jedoch nach einigen Wochen wieder die Top 100. In Österreich konnte sich Ready or Not drei Wochen in den Charts halten. Auch in der Schweiz erreichte das Lied nach einiger Zeit die Top 100.
| ChartsChartplatzierungen | Höchstplatzierung | Wochen |
| ------------------------ | ----------------- | ------ |
| Deutschland (GfK)        | 54 (2 Wo.)        | 2      |
| Österreich (Ö3)          | 40 (3 Wo.)        | 3      |
| Schweiz (IFPI)           | 64 (1 Wo.)        | 1      |